# Ernest Goes to Africa
Ernest Goes to Africa är en amerikansk långfilm från 1997 i regi av John R. Cherry III.

## Handling
Ernest P. Worrell kommer över några stulna diamanter, som han gör en jojo av. Han ger jojon till Rene i hopp om att hon då vill bli hans flickvän. Rene vill ha en spännande man som gillar äventyr och tycker inte att Ernest är hennes typ.
Men snart kommer skurkarna och börjar leta efter diamanterna, och de kidnappar Rene. Det verkar som att hennes dröm blir verklighet då Ernest måste åka till Afrika för att rädda henne.

## Om filmen
I en scen nämner Ernest en fiktiv film med titeln Illinois Smith and the Curse of Hitler's Brain. Det är tydligt att han refererar till Indiana Jones, men det finns faktiskt en film som heter They Saved Hitler's Brain.

## Rollista i urval
- Jim Varney - Ernest P. Worrell
- Linda Kash - Rene Loomis
- Jamie Bartlett - Mr. Thompson
- Robert Whitehead - Prins Kazim
- Frank Opperman - Dobbs